# Аерофлот
Аерофлот (пълно име на руски: Аэрофлот – российские авиалинии) е националният превозвач и най-голямата авиокомпания на Руската федерация.

## История
Аерофлот е една от най-старите авиокомпании в света, като води началото си от 1923 г. 51% от компанията днес принадлежи на руското правителство. Присъединява се към SkyTeam през 2006 г.
В течение на 1940-те и началото на 1950-те години основен самолет в „Аерофлот“ е Ли-2 – американски двумоторен самолет Douglas DC-3, произвеждан в СССР по лиценз от 1939 г.
По-късно взимат Туполев Ту-104, Ту-124, ТУ-114 и Ту-154. Последният е най-известният руски самолет. По-късно компанията става клиент и на „Boeing“ и „Airbus“. Днес Аерофлот оперира със 138 самолета, предимно Airbus.
Компанията изпълнява вътрешни и международни полети, като базово летище е Шереметиево, Москва.
През юли 2013 Аерофлот става официален спонсор на Манчестър Юнайтед.